# Монтемале ди Кунео
Монтемале ди Кунео (итал. Montemale di Cuneo) је насеље у Италији у округу Кунео, региону Пијемонт.
Према процени из 2011. у насељу је живело 34 становника. Насеље се налази на надморској висини од 924 м.

## Становништво
Према резултатима пописа становништва 2011. у општини је живело 218 становника.
| 1931. | 1936. | 1951. | 1961. | 1971. | 1981. | 1991. | 2001. | 2011. |
| ----- | ----- | ----- | ----- | ----- | ----- | ----- | ----- | ----- |
| 852   | 708   | 644   | 585   | 413   | 311   | 238   | 222   | 218   |